# Taeniatherum
Genre
Taeniatherum est un genre de plantes monocotylédones  de la famille des Poaceae (graminées), originaire du bassin méditerranéen et d'Asie occidentale.
Ce sont des plantes herbacées annuelles de 60 cm de haut environ, souvent mauvaises herbes des cultures.

## Liste d'espèces
Selon World Checklist of Selected Plant Families (WCSP) (15 juillet 2016) :
- Taeniatherum caput-medusae (L.) Nevski, Trudy Bot. Inst. Akad. Nauk S.S.S.R., Ser. 1 (1933)

## Liste des espèces et sous-espèces
Selon NCBI (15 juillet 2016) :
- Taeniatherum caput-medusae
  - sous-espèce Taeniatherum caput-medusae subsp. asperum
  - sous-espèce Taeniatherum caput-medusae subsp. caput-medusae
  - sous-espèce Taeniatherum caput-medusae subsp. crinitum